# Conferencia internacional de estudiantes de física
La Conferencia Internacional de Estudiantes de Física (ICPS, según las siglas en inglés) es una conferencia anual de la Asociación Internacional de Estudiantes de Física (IAPS, según las siglas en inglés). Normalmente, hasta 500 estudiantes de todas partes del mundo asisten al evento, que tiene lugar en un país distinto cada año y durante el mes de agosto. El evento brinda a estudiantes de nivel de grado, máster y doctorado la oportunidad de presentar sus investigaciones al tiempo que escuchan y departen con personalidades invitadas de talla internacional. Durante el evento, que normalmente tiene una duración de entre 5 y 7 días, la IAPS celebra su reunión general anual y elige un nuevo Comité Ejecutivo. La elección del país en el que se celebra la conferencia se hace a dos años vista.

## Programa
La parte principal de la conferencia la forman charlas dadas por los propios estudiantes a otros estudiantes. Las charlas protagonizadas por personalidades invitadas y las visitas a los laboratorios sirven para completar el programa de ciencias. Entre otras actividades cabe citar rutas turísticas por la ciudad, excursiones y eventos sociales. El precio por participar suele rondar los 200 euros por persona, e incluye alojamiento, manutención y cualquier actividad extra organizada por el comité local.

## Ciudades visitadas
La siguiente lista contiene las ciudades anteriormente visitadas así como las próximas en las que se celebrará la conferencia.
- 2019 Colonia, Alemania
- 2018 Helsinki, Finlandia
- 2017 Turín, Italia
- 2016 Malta
- 2015 Zagreb, Croacia
- 2014 Heidelberg, Alemania
- 2013 Edimburgo, Reino Unido
- 2012 Utrecht, Países Bajos
- 2011 Budapest, Hungría
- 2010 Graz, Austria
- 2009 Split, Croacia
- 2008 Cracovia, Polonia
- 2007 Londres, Reino Unido
- 2006 Bucarest, Rumanía
- 2005 Coímbra, Portugal
- 2004 Novi Sad, Serbia y Montenegro
- 2003 Odense, Dinamarca
- 2002 Budapest, Hungría
- 2001 Dublín, Irlanda
- 2000 Zadar, Croacia
- 1999 Helsinki, Finlandia
- 1998 Coímbra, Portugal
- 1997 Viena, Austria
- 1996 Szeged, Hungría
- 1995 Copenhague, Dinamarca
- 1994 San Petersburgo, Rusia
- 1993 Bodrum, Turquía
- 1992 Lisboa, Portugal
- 1991 Viena, Austria
- 1990 Ámsterdam, Países Bajos
- 1989 Friburgo, Alemania
- 1988 Praga, Checoslovaquia
- 1987 Debrecen, Hungría
- 1986 Budapest, Hungría

## Historia
En 1985 un grupo de estudiantes húngaros decidieron celebrar una reunión de estudiantes de Física procedentes de todo el mundo, lo que condujo a la primera de las conferencias, celebrada en 1986. Merced al gran éxito de esta conferencia se organizó una segunda reunión en 1987 en Debrecen, Hungría, durante la cual se fundó la Asociación de Estudiantes de Física. Además, se decidió que desde entonces se celebraría una reunión internacional cada año.
Desde entonces han tenido lugar un total de 30 conferencias.

### ICPS 2016
La ICPS de 2016 tuvo lugar del 11 al 17 de agosto en Malta y fue organizada por los estudiantes de física de la Universidad de Malta. Alrededor de 350 estudiantes de física asistieron a la conferencia. Las personalidades invitadas eran Jocelyn Bell Burnell de la Universidad de Oxford y Mark McCaughrean de la ESA.

### ICPS 2015
La ICPS de 2015 tuvo lugar del 12 al 19 de agosto en Zagreb y fue organizada por los estudiantes de física de la Sociedad Croata de Físicos. Alrededor de 400 estudiantes de física asistieron a la conferencia, y la personalidad invitada fue el profesor Philip W. Phillips.

### ICPS 2014
La ICPS de 2014 tuvo lugar del 10 al 17 de agosto en Heidelberg y fue organizada por los estudiantes de física del jDPG. Alrededor de 450 estudiantes de física asistieron a la conferencia. Las personalidades invitadas fueron Metin Tolan, Karlheinz Meier y John Dudley, presidente de la Sociedad Europea de Física.

### ICPS 2013
La ICPS de 2013 tuvo lugar del 15 al 21 de agosto en Edimburgo y fue organizada por los estudiantes de física de la universidad Herriot Watt. Alrededor de 400 estudiantes de física asistieron a la conferencia.

### ICPS 2012
La ICPS de 2012 tuvo lugar del 3 al 10 de agosto en Utrecht y fue organizada por los estudiantes de física de SPIN. Alrededor de 400 estudiantes de física asistieron a la conferencia.

### ICPS 2011
La ICPS de 2011 tuvo lugar del 11 al 18 de agosto en Budapest y fue organizada por los estudiantes de física de HAPS, la Asociación Húngara de Estudiantes de Física. Alrededor de 400 estudiantes de física asistieron a la conferencia. Las personalidades invitadas fueron Ferenc Krausz del Instituto Max Planck para la Óptica Cuántica, Carlo Rubbia del CERN, y Laszlo Kiss del Observatorio Kinkily.

### ICPS 2010
La ICPS de 2010 tuvo lugar del 17 al 19 de agosto en Graz y fue organizada por estudiantes de física tanto de la Universidad Tecnológica de Graz como de la Universidad de Graz. Un total de 446 estudiantes asistieron a la conferencia, número que incluye los 64 voluntarios que ayudaron a organizar el evento. Las personalidades invitadas fueron Peter Zoller y Sabine Schindler, ambos de la Universidad de Innsbruck, y John Ellis, del CERN.